# Amara armeniaca
Amara armeniaca là một loài bọ cánh cứng trong chi Amara thuộc họ Carabidae.